# Мыс Йорк (метеорит)
Мыс Йорк (англ. Cape York) — гигантский железный метеорит, упавший на Землю около 10 000 лет назад. Назван так по месту обнаружения его наиболее значимых фрагментов на острове Гренландия. Наиболее крупный фрагмент метеорита, масса которого оценивается в 31 тонну, благодаря своей форме изначально был известен под эскимосским именем Палатка, пока американцы не назвали его Анигито (Ahnighito). Максимальные размеры этого фрагмента 3,4×2,1×1,7 м. В непосредственной близости от него были обнаружены два других крупных обломка, получившие названия Женщина (3 тонны) и Собака (около 400 кг). В течение столетий эскимосы использовали метеоритный металл в хозяйственных целях, обрабатывая его холодным способом.
В настоящее время метеорит экспонируется в зале Артура Росса Американского музея естественной истории. Он настолько тяжёл, что покоится на шести массивных стальных колоннах, которые пронизывают пол выставочного зала, проходят через фундамент и встроены в само скальное основание под зданием музея.

## История находки
Первые сведения о гигантском метеорите появились в 1818 г., когда шотландский мореплаватель Джон Росс в поисках Северо-Западного прохода обнаружил на западном побережье Гренландии неизвестное до этого племя эскимосов. Незнакомые с обработкой металла люди, тем не менее, имели при себе сплющенные кусочки железа, которые прикрепляли к костяным рукояткам и использовали в качестве ножей и гарпунов. На вопрос об источнике эскимосы рассказали о некой «железной горе» (эским. saviksue, англ. saviksoah), сведения о местонахождении которой, впрочем, были утрачены. Росс захватил с собой в Англию несколько предметов, которые при анализе показали очень высокий процент содержания никеля — больше, чем в любом другом природном источнике на Земле. Учёные пришли к выводу, что речь идёт о крупном метеорите, однако обнаружить его, несмотря на многочисленные попытки, не удавалось вплоть до 1894 года.

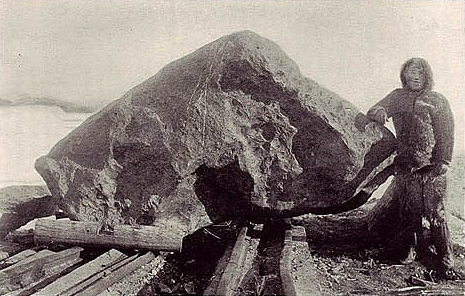
Роберт Пири с фрагментом Анигито

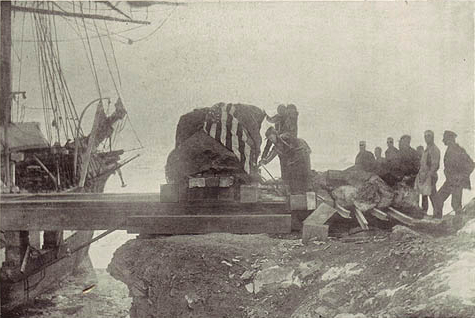
Загрузка Анигито на пароход Хоуп

В этом году американский исследователь Арктики лейтенант Роберт Пири после неудачной попытки пересечь Гренландию и изучить её побережье к северу и югу от фьорда Независимости пережидал на острове арктическую весну — сезон, наиболее сложный для путешествия в высоких широтах. К этому времени эскимосы уже активно торговали с европейцами и не нуждались в сокровищах «железной горы». Один из них в обмен на револьвер согласился показать исследователю дорогу. 16 мая Пири, его спутник Хью Ли (Hugh Lee) и проводник на собаках выехали вдоль побережья в сторону залива Мелвилл и мыса Йорк. Путешественники двигались по льду фьорда Грэнвилл, избегая крутых берегов.
Спустя два дня они всё же были вынуждены остановиться в ближайшем эскимосском селении — проводник отказался от дальнейшего путешествия. Тающий лёд приводил к частому образованию полыней, и люди неоднократно оказывались по пояс в воде; ночная пурга наметала барханы снега, которые полностью покрывали иглу и собак. В посёлке нашёлся другой проводник по имени Алекатсиак (Aleqatsiaq) и путешествие продолжилось, однако на этот раз не по морю, а по сильно пересечённой местности острова.
27 мая они наконец достигли одного из крупных обломков, получившего название «Женщина»; покрытый снегом, он покоился на берегу залива недалеко от мыса Йорк, и со стороны выглядел голубоватой складкой на снежной равнине. С высоты холма проводник пальцем показал на расположение двух других обломков — «Палатки» и «Собаки». Согласно его рассказу, этот объект некогда был женщиной-швеёй, со своей собакой жившей в палатке на небе, но злой дух Торнарсук скинул их на Землю. Изначально «Женщина» действительно выглядела сидящей швеёй, но ко времени обнаружения Пири этот метеорит значительно уменьшился в размерах. Эскимосы из другой части Гренландии отрезали и пытались забрать с собой «голову швеи», чтобы всегда иметь металл под рукой, однако далеко её увезти не смогли.
Пири нацарапал на метеорите свои инициалы и оставил рядом записку следующего содержания:

Эта запись хранится, чтобы показать, что в указанную выше дату [воскресенье 27 мая 1894 года] Р. Э. Пири, ВМС США, и Хью Дж. Ли из Северо-Гренландской экспедиции 1893—1894 годов, с Алекатсиаком, проводником-инуитом, обнаружили знаменитую «Железную гору», впервые упомянутую капитаном Россом, и тщательно её исследовали.
Оригинальный текст (англ.)
This record is deposited to show that on the above date [Sunday May 27, 1894] R. E. Peary, U.S. Navy, and Hugh J. Lee of the North- Greenland Expedition of 1893–94, with Aleqatsiaq, an Inuit guide, discovered the famous ‘Iron Mountain,’ first mentioned by Capt. Ross, and have carefully examined the same.
— Из статьи «Out of Old Books» в издании Journal of the Royal Astronomical Society of Canada, 1963.
Наиболее крупный фрагмент, весивший около 30 тонн, находился не на материке, а на небольшом острове в заливе Мелвилл. Этот остров, как и поселение на нём, назвали Сависсивик (гренл. Savigsivik, англ. Savissivik) — «железное место». Названия урочищ на основной части Гренландии, где были обнаружены другие фрагменты, также имеют связь с метеоритом — Савекуарфик (гренл. Saveqarfik) и Саверулук (гренл. Saveruluk).
Обнаружив метеорит, путешественники вернулись к месту своего базирования на берегу фьорда Бодойн. Дождавшись судна «Фалкон», которое должно было отвезти большую часть команды обратно в США, Пири в августе того же года попытался погрузить два фрагмента на борт, однако залив Мелвилл к тому времени покрылся льдом и от затеи пришлось отказаться.

## Транспортировка

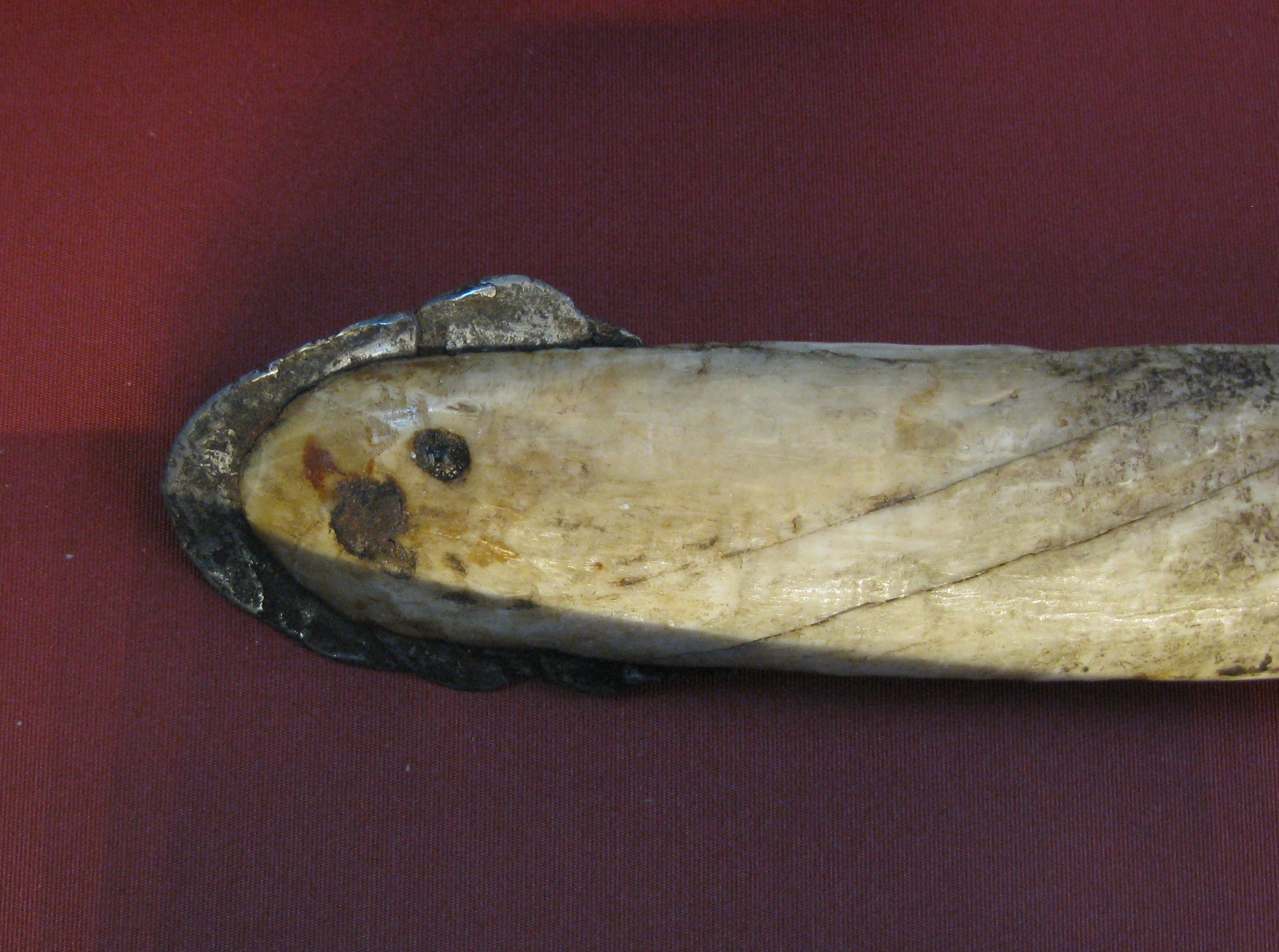
Эскимосский гарпун с наконечником из обломка метеорита. Из коллекции Британского музея

Отправив большую часть команды, а также жену с маленькой дочерью обратно в США, Пири с двумя помощниками остался зимовать в Гренландии, рассчитывая следующей весной продолжить поиск маршрута далее на север. В свою очередь, жена исследователя Джозефина и её брат Эмиль в Филадельфии и Нью-Йорке организовали сбор средств, чтобы на следующий год профинансировать исследовательское судно в Гренландию. На помощь в числе прочих пришли Американское географическое общество и президент Американского музея естественной истории Моррис Джесуп, оплативший большую часть расходов. Начавшееся с этого момента сотрудничество Джесупа и Пири, который в обмен на финансирование обязался пополнить коллекции музея, продолжалось ещё долгие годы и способствовало достижению последним его главной цели — открытию Северного полюса.
21 августа следующего, 1895 года, когда прибывший за Пири пароход «Кайт» (англ. Kite) подошёл к месту падения метеорита, ледовые условия были гораздо более благоприятными и капитану удалось подойти к острову на расстояние мили от берега. Наименее тяжёлые фрагменты метеорита, «Женщина» и «Собака», также освободились от снежного покрова, что способствовало их погружению на борт. Эти фрагменты с помощью домкратов, саней и катков перетащили к воде, а затем на льдинах с положенными поверх досками отбуксировали к судну и с большим трудом подняли на судно (в одной из попыток лёд проломился, пароход накренился и камень чуть не ушёл под воду). Пока прибывший за Пири брат Джозефины Эмиль Дибич занимался транспортировкой груза, сам исследователь нашёл и очистил от снега наиболее крупный фрагмент метеорита — «Палатку», чья масса более чем в 10 раз превышала вторую по величине «Женщину». Несмотря на четырёхдневные усилия, сдвинуть её с места не удалось и исследователям пришлось вернуться в США без неё.

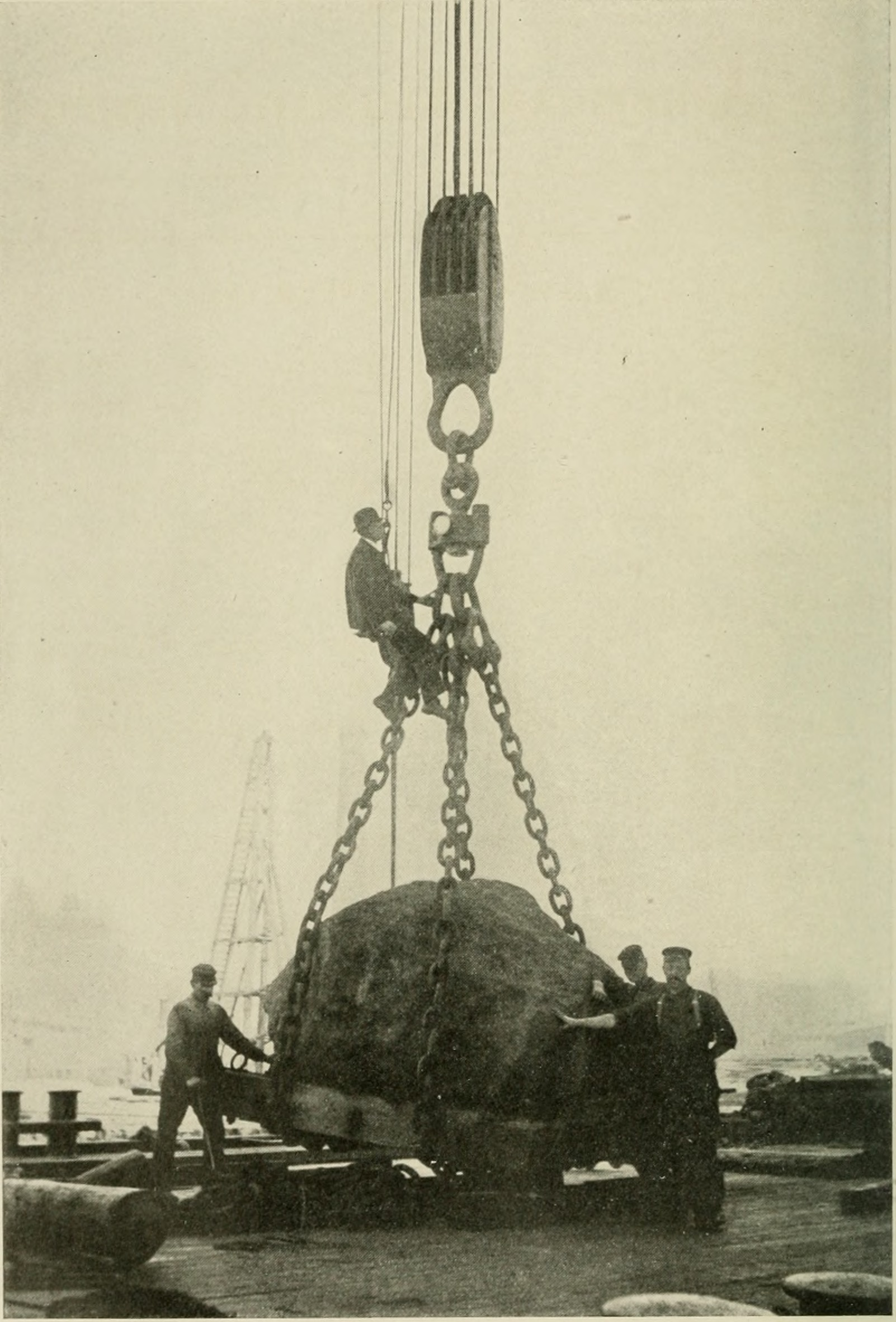
Выгрузка метеорита в Нью-Йорке

Несмотря на неудачу, Пири стремился всё-таки забрать «Палатку». Год спустя, в 1896 году, он вновь прибыл е месту падения метеорита, на этот раз на более крупном пароходе «Хоуп» (англ. Hope) и прихватив с собой четыре мощных домкрата, один из которых был рассчитан на массу 100 тонн. В течение двадцати дней с помощью эскимосов ему удалось выкопать и подтащить железную глыбу к берегу, но поднять на борт не удалось — начавшийся сильный шторм грозился заблокировать судно во льдах и капитану пришлось буквально спасаться бегством.
Наконец, ещё год спустя, в августе 1897 года вновь арендованному пароходу «Хоуп» удалось не только вплотную подойти близко к берегу недалеко от метеорита, но и поднять груз на борт. Операция была довольно рискованная, поскольку сильный порыв ветра мог столкнуть судно с прибрежными скалами и вызвать течь. Команда соорудила мост с рельсами, ведущий от «Палатки» к палубе. Затем рабочие загрузили метеорит на самодельную тележку и затолкали её на судно. При погрузке присутствовала четырёхлетняя дочь Пири, полное имя которой звучало как Мэри Анигито Пири. Когда глыба наконец опустилась на палубу, она разбила об неё бутылку вина и крикнула «а-ни-ги-то!». Это слово, Анигито, прочно закрепилось за крупнейшим фрагментом, став более популярным, чем эскимосское Палатка.
У Пири остались обязательства перед президентом музея естественной истории Джесупом. По этой причине по прибытии в Нью-Йорк исследователь сразу же обратился к Джесупу, однако ввиду исключительности находки и дополнительных трат запросил дополнительно 60 тыс. долларов. Лишь в 1909 году, спустя двенадцать лет после прибытия на американскую землю и пяти лет установки метеорита в залах музея путешественнику было выплачено вознаграждение 40 тыс. долларов.

## «Мыс Йорк» в музее

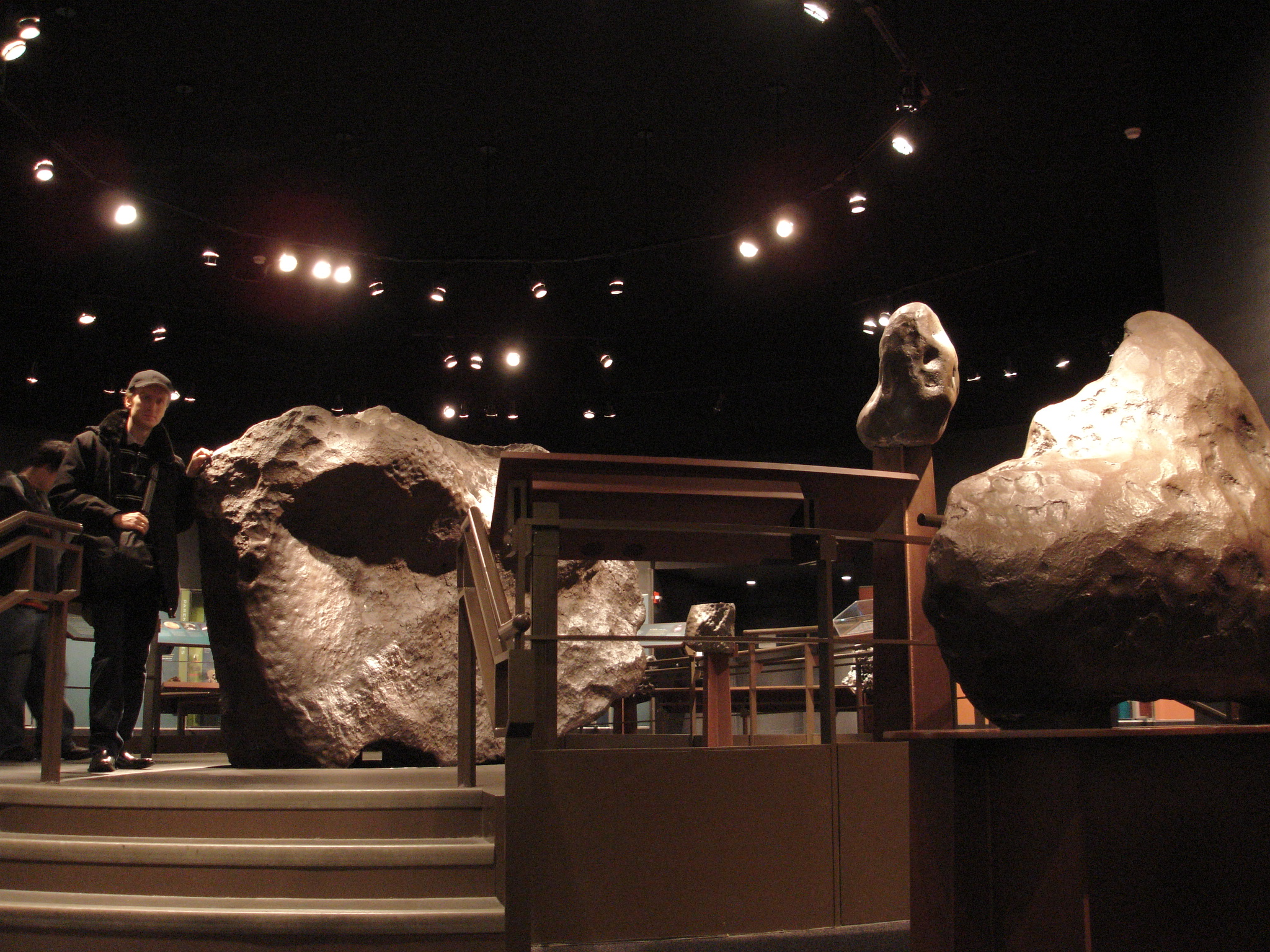
Фрагменты метеорита «Мыс Йорк» в Зале метеоритов Артура Росса

Несколько лет метеорит находился в музее на правах аренды и лишь после того, как в 1909 году вдова Морриса Джесупа выкупила его у Пири, экспонат был включён в постоянную экспозицию. До 1935 года все три фрагмента были выставлены в фойе музея, выходящего на 77 улицу, после чего их (а также метеорит Уилламетт) перенесли в строящийся планетарий Хейдена.
Точную массу Анигито, 34 американских тонны и 85 фунтов (соответствует 30,88 метрической тонны) удалось вычислить только 14 февраля 1956 года, когда состоялось взвешивание. В сентябре 1979 года этот фрагмент переместили в новый выставочный зал — Зал метеоритов Артура Росса, где он занял центральное место. Переезд включил в себя вырезание проёма в западной стене планетария и использование крана, а также установку опор, простирающихся до скального основания острова Манхэттен.

## Другие обломки
Прочие обломки метеорита «Мыс Йорк» были обнаружены начиная с 1911 г. по 1984 г. В 1963 г. Ван Ф. Бухвальд (Vagn F. Buchwald) обнаружил крупные фрагменты метеоритного материала близ Агпалилика. Метеорит был известен аборигенам как Мужчина, и имел массу около 20 т. В настоящее время он экспонируется в Геологическом музее Университета Копенгагена. На сегодняшний день «Мыс Йорк» — второй по величине метеорит (после Гоба), сохранившийся на поверхности Земли и крупнейший из тех, что находится в музейной экспозиции.

## Кратер
В 2018 году появились сообщения о возможной связи метеорита с кратером Гайавата.

## Крупнейшие фрагменты, имеющие собственные имена
1. Анигито (Палаточная стоянка) — масса 30 900 кг[27]. Обнаружен на Метеоритном острове в 1894 г. 76°04’N — 64°58’W.
2. Женщина, 3000 кг. Обнаружен в Саверулуке в 1897 г. 76°09’N — 64°56’W
3. Собака, 400 кг. Обнаружен там же в 1897 г.
4. Савик I, 400 кг. Обнаружен в Савикуарфике в 1913 г. 76°08’N — 64°36’W
5. Туле, 48,6 кг. Обнаружен в Туле в 1955 г. 76°32’N — 67°33’W[28].
6. Савик II, 7,8 кг. Обнаружен в 1961 г. в Савикуарфике.
7. Агпалилик (Мужчина), 20 000 кг. Обнаружен в Агпалилике в 1963 г. 76°09’N — 65°10’W.
8. Тунорпут, 250 кг. Обнаружен в 1984 г.